# Matayba adenanthera
Matayba adenanthera är en kinesträdsväxtart som beskrevs av Ludwig Radlkofer. Matayba adenanthera ingår i släktet Matayba och familjen kinesträdsväxter. Inga underarter finns listade i Catalogue of Life.